# Муса ібн Джафар
Муса ібн Джафар (Імам Казим), (араб. موسى بن جعفر الكاظم‎), (745-799) - 7-й імамітський імам, нащадок пророка Мухаммеда, видатний мусульманський вчений і правознавець. Син Джафара ас-Садика. Жив у Медині. Муса ібн Джафар займався науковою діяльністю. Піддавався репресіям з боку Аббасидських халіфів, які розглядали Алідів як своїх політичних опонентів.
За часів правління халіфа Гаруна ар-Рашида він був заарештований і перевезений до Басри, а потім до Багдада. Там він і помер у в’язниці. Існує версія про те, що Муса ібн Джафар був отруєний. Шиїти-імаміти переконані у тому, що він помер мученицькою смертю і шанують його, як 7-го імама.